# ستيفانو بيانكا
ستيفانو بيانكا ، مهندس معماري ومؤرخ سويسري، ويحمل درجة الماجستير والدكتوراه من ETH في زيورخ ، أمضى معظم حياته المهنية في العالم الإسلامي. اعتبارا من عام 1976، أدار عدد من كبار التخطيط والتصميم الحضري ومشاريع المحافظات في مدن مثل فاس وحلب وبغداد والرياض. منذ عام 1992 كان مديرا للبرامج دعم المدن التاريخية في مؤسسة أغا خان للثقافة في جنيف، والمسئول الحالي عن حفظ مشاريع التنمية في القاهرة وزنجبار وكابول وحلب وموستار، والمناطق الشمالية من باكستان.

## من أعماله
ستيفانو بيانكا نشر, على نطاق واسع في مجالات العمارة الإسلامية، مقالت عن المدن والحدائق والفنون. آخر كتبة: HoFaus und Paradiesipten (ميونيخ 1991 و 2001)، والشكل الحضري في العالم العربي (لندن ونيويورك ، 2000).
- النموذج الحضري في العالم العربي (ستيفانو بيانكا) (Urban Form in the Arab World: Past and Present)